# Marc Ruygrok
Marc Ruygrok es un escultor neerlandés, nacido el 5 de septiembre de 1953 en Voorburg, Holanda Meridional.

## Datos biográficos
Marcus Jacobus Maria Ruijgrok es nieto del escultor Albert Termote (1887-1978).
Estudió en Ámsterdam como alumno de la Academia de Artes Visuales (en neerlandés: Rijksakademie van beeldende kunsten) y en el Atelier 63 de Haarlem. Desde los años ochenta, cuenta con monumentales letras y palabras de gran tamaño en distintas ubicaciones.
Una de sus obras, es una pieza Y/O, EN/OF en neerlandés, que forma parte del proyecto Sokkelplan de La Haya, obra de 1993.

## Obras
- Y/O - EN/OF (1993) , La Haya , dentro del proyecto Sokkelplan.

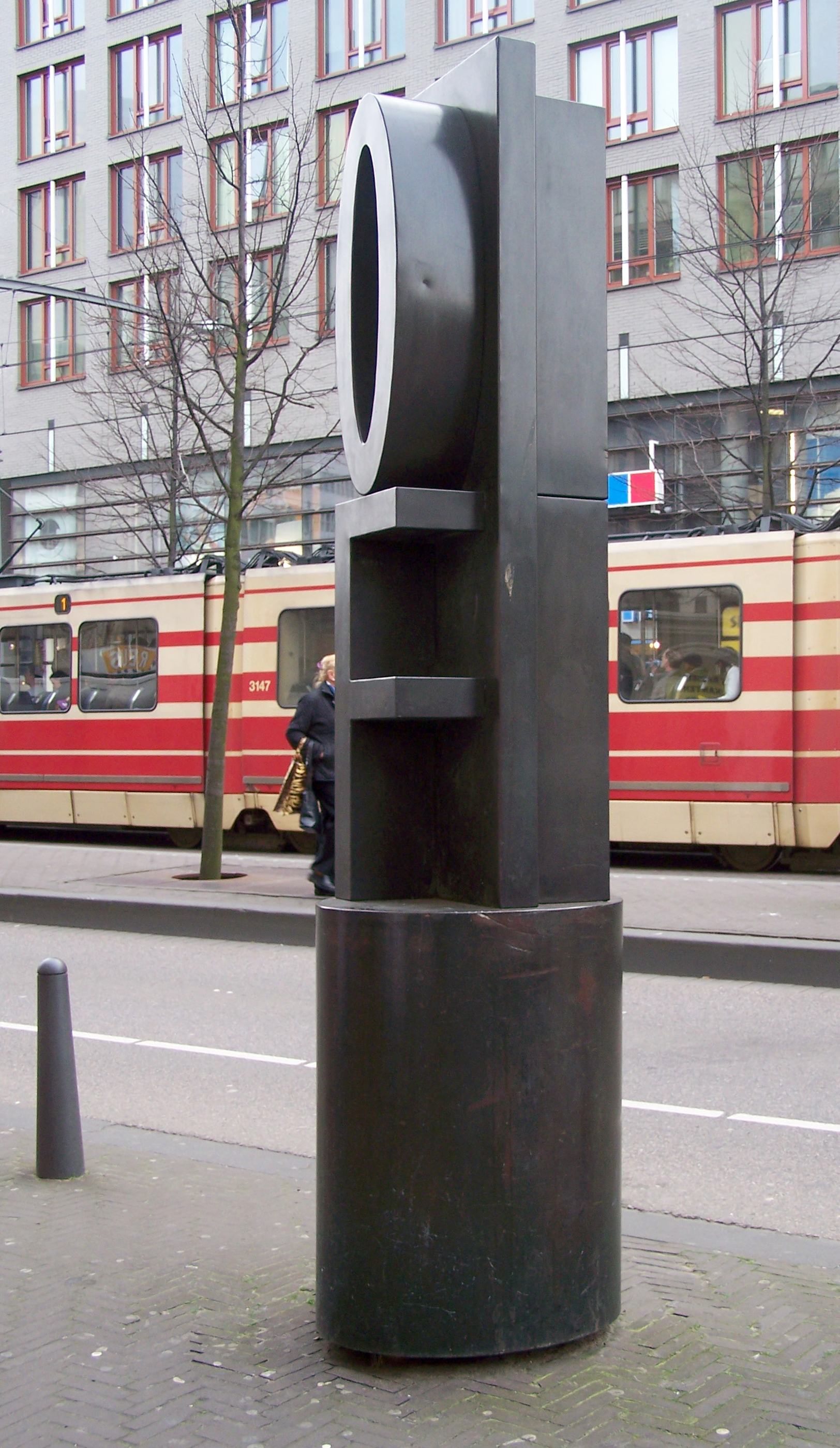
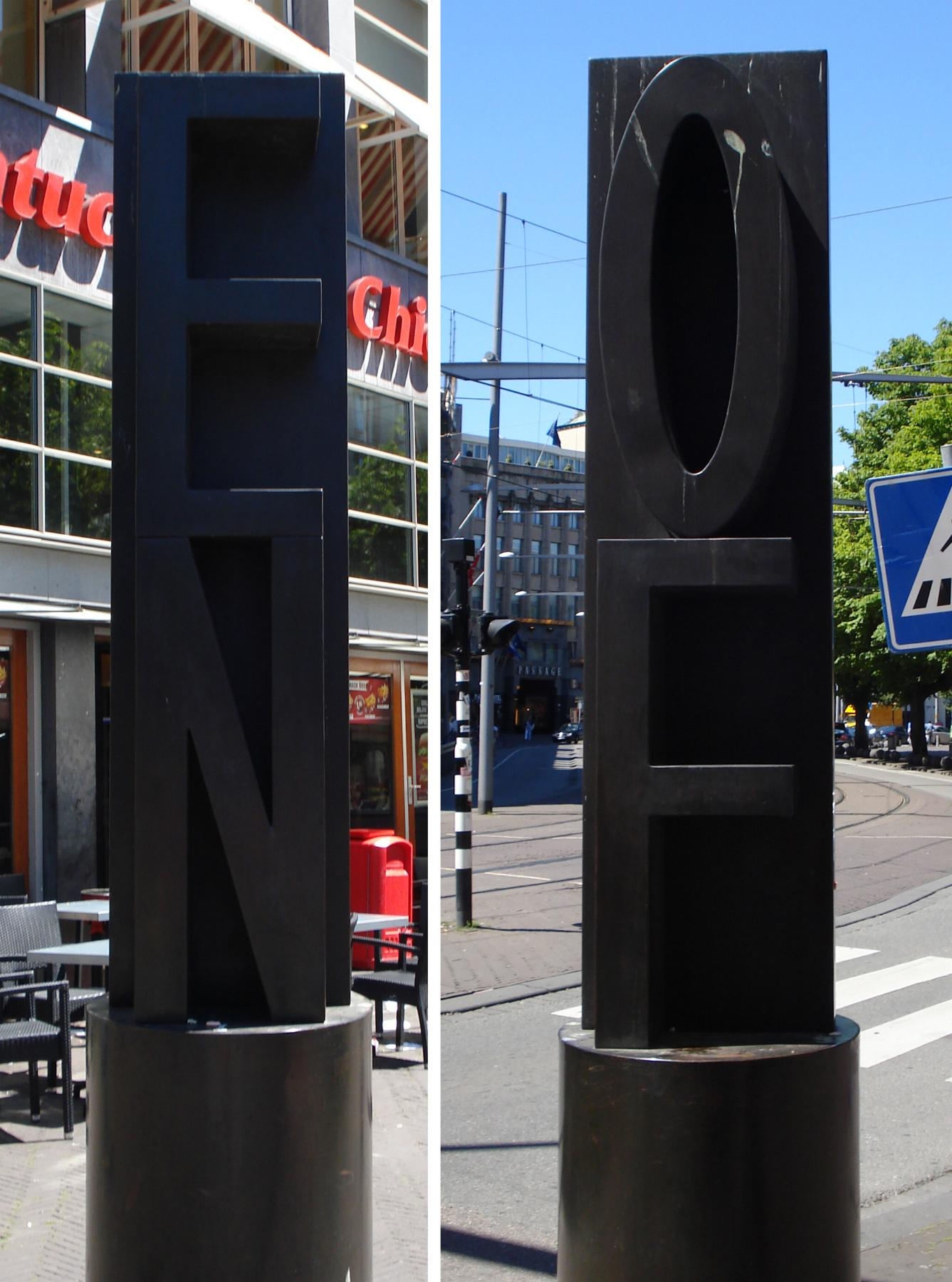
Pulsar para ampliar.

### Galería de imágenes

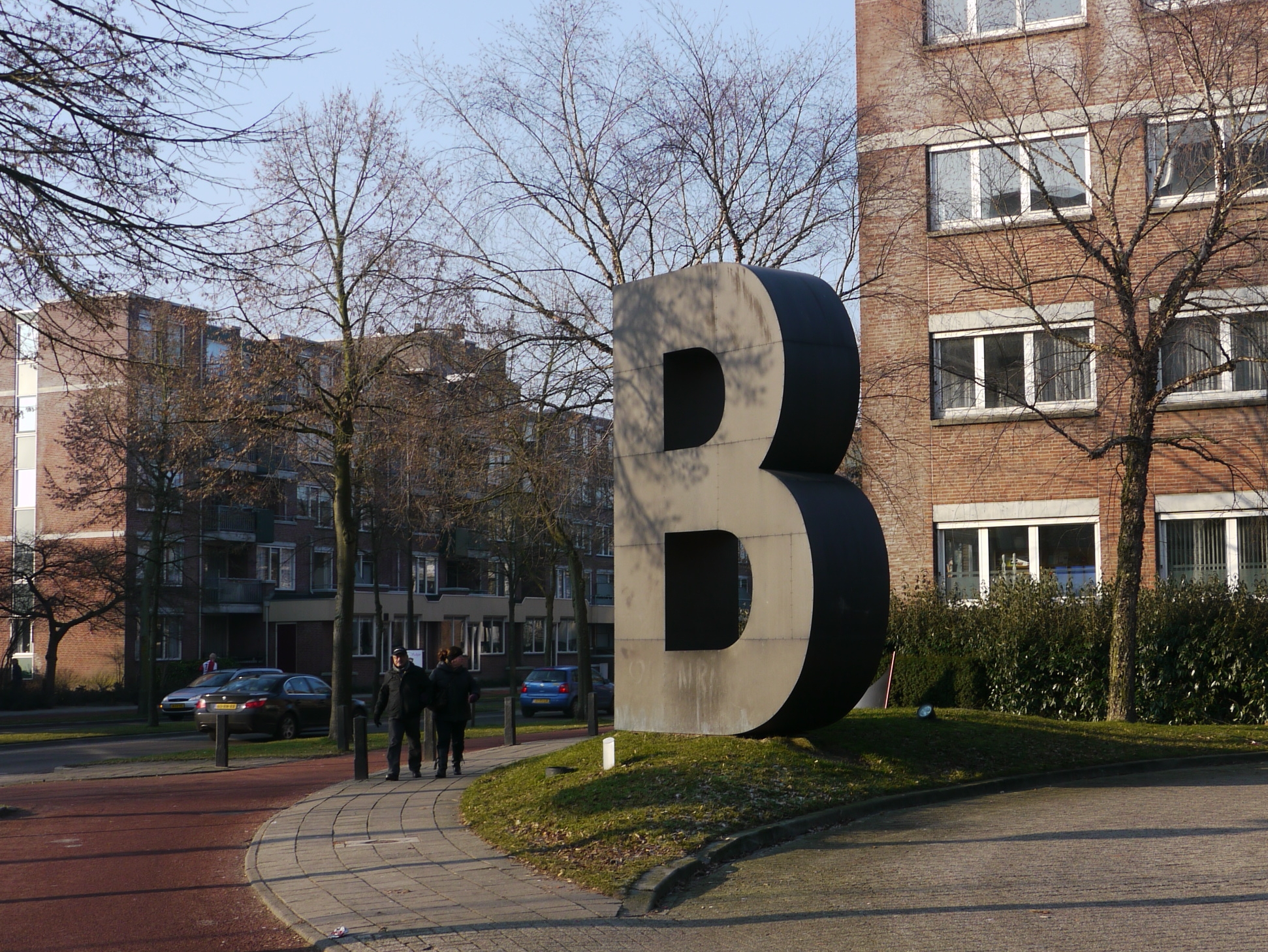
B (1995), Apeldoorn
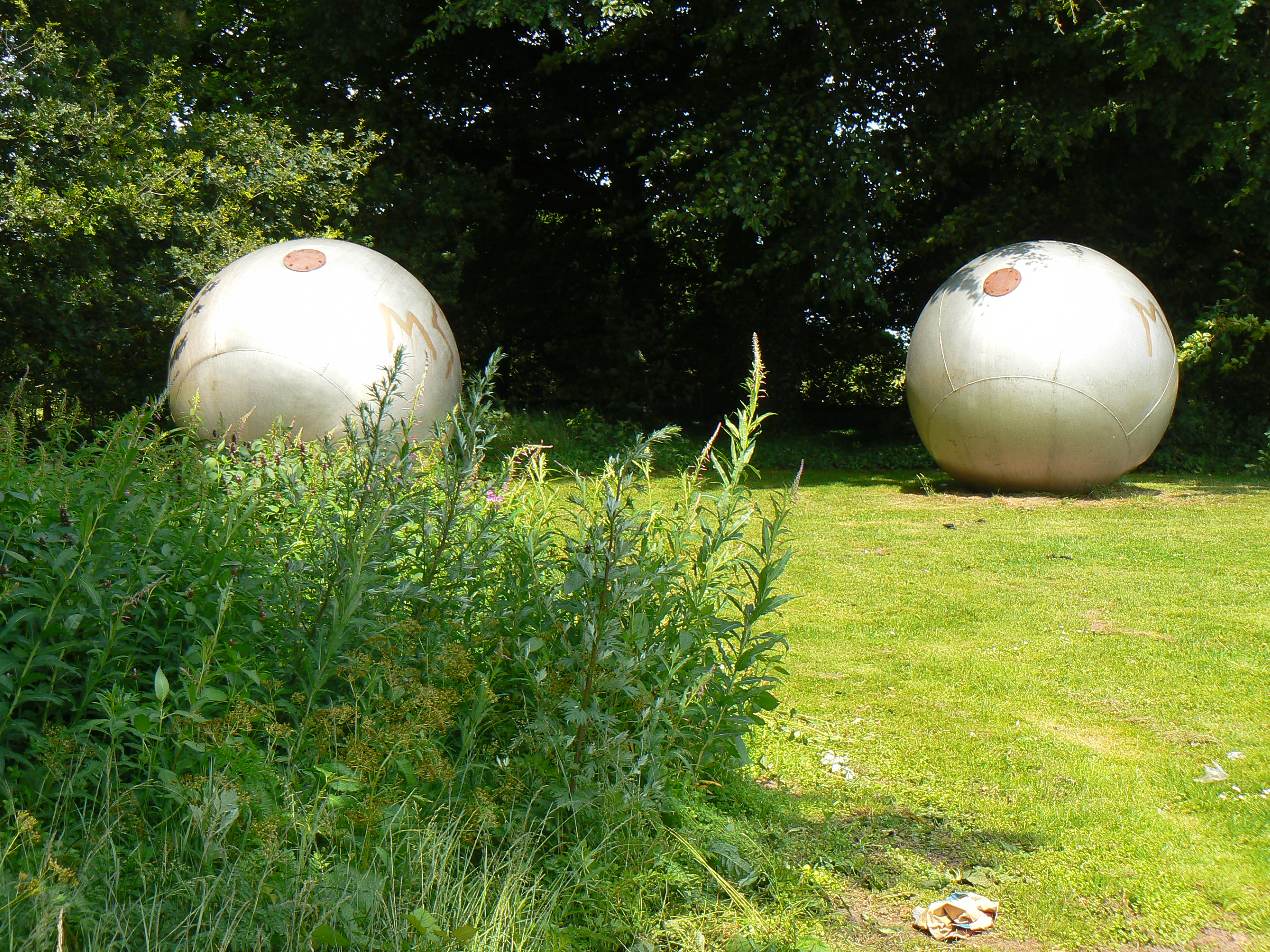
Emmens Licht (1998), Emmen
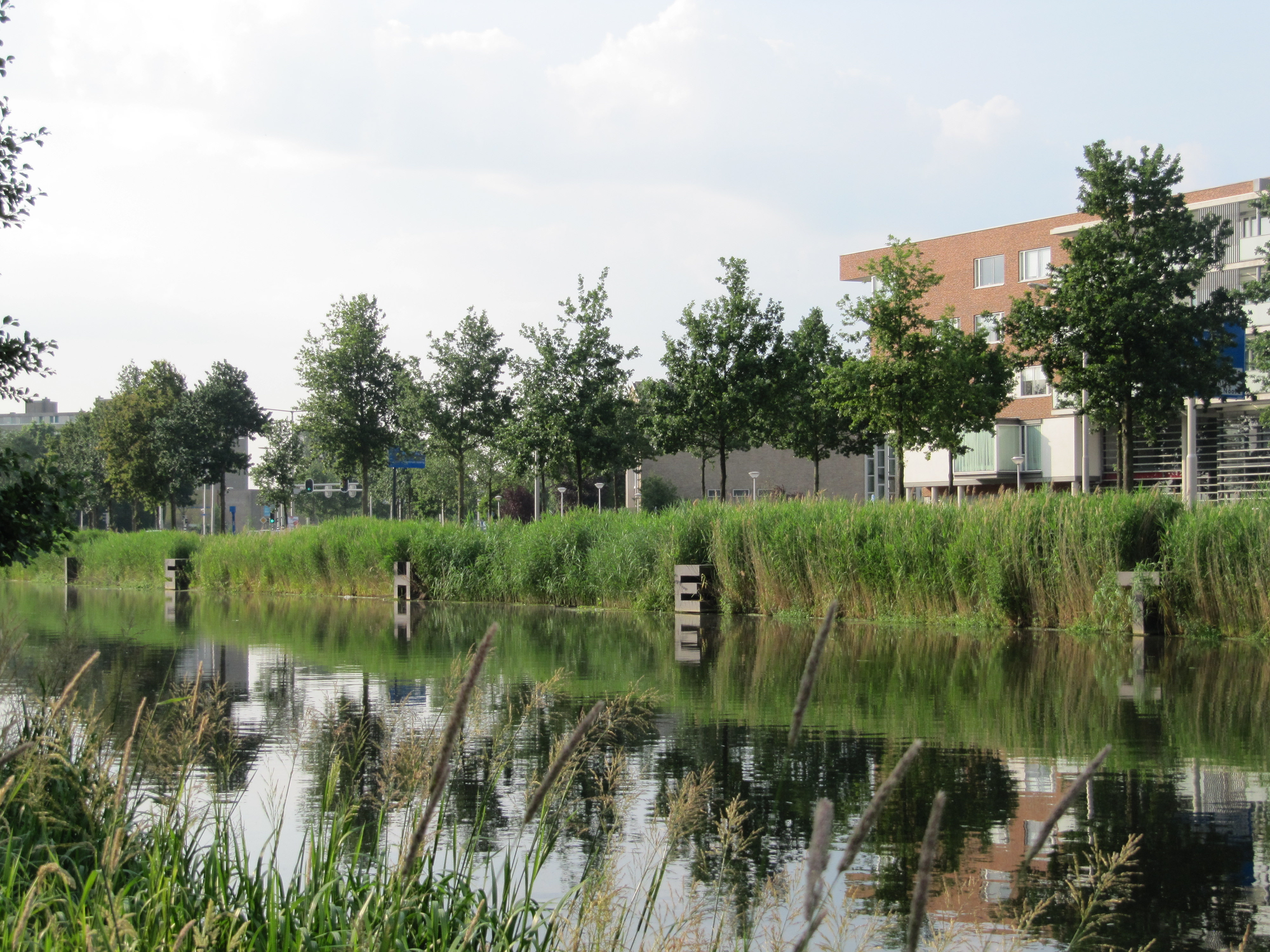
WAAR IS HET - IS HET WAAR (2000), Amersfoort
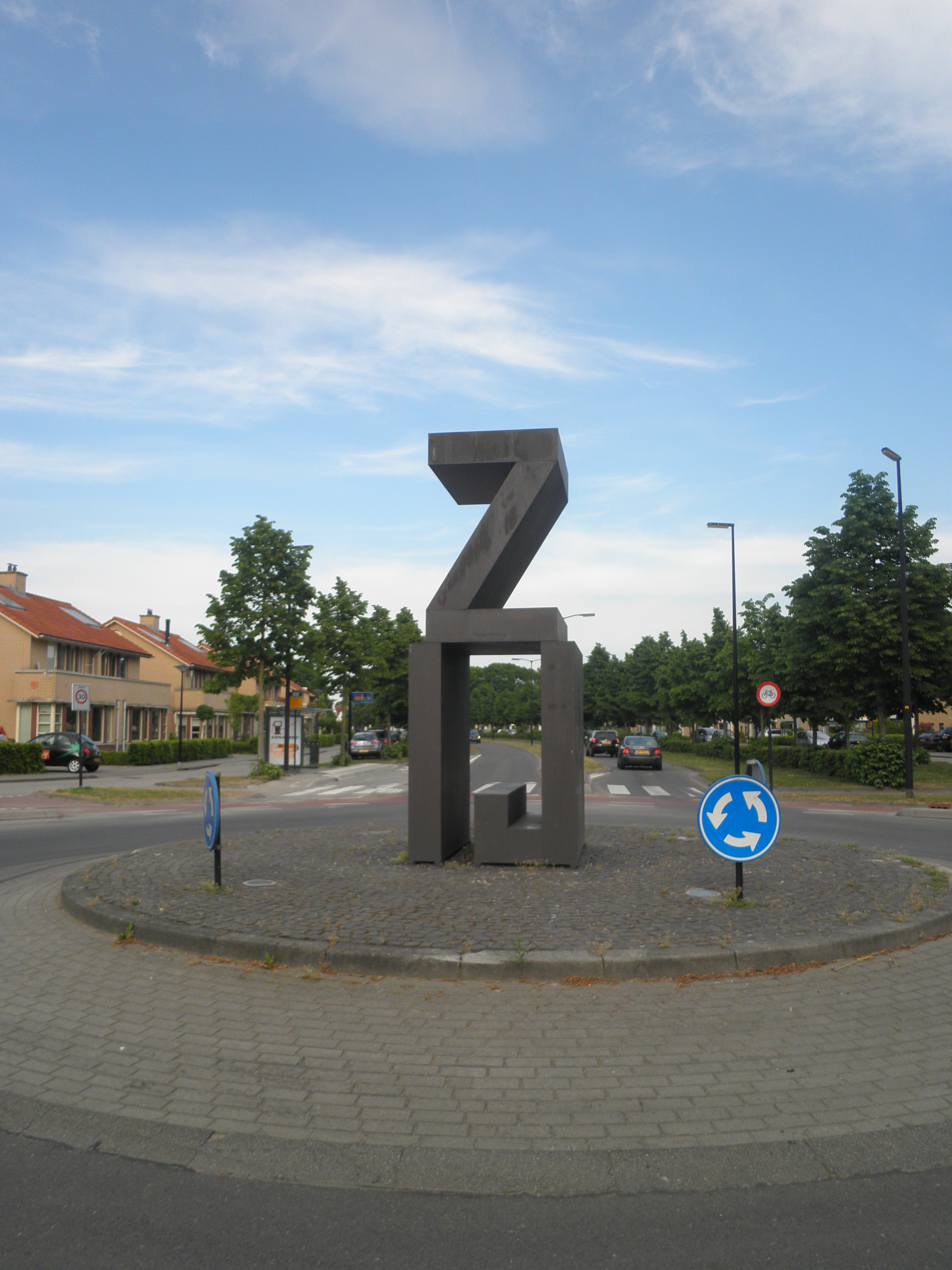
Ik en de ander: ZIJ (2000), Deventer
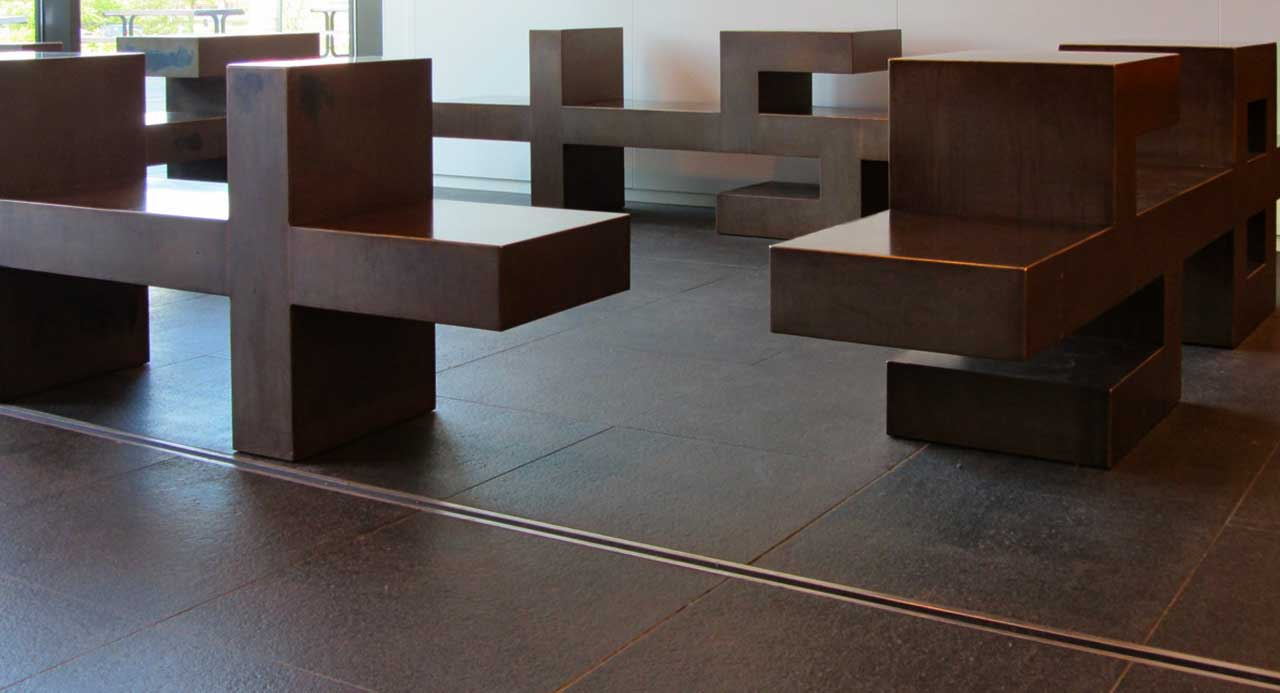
If it is so (2004), Leiden
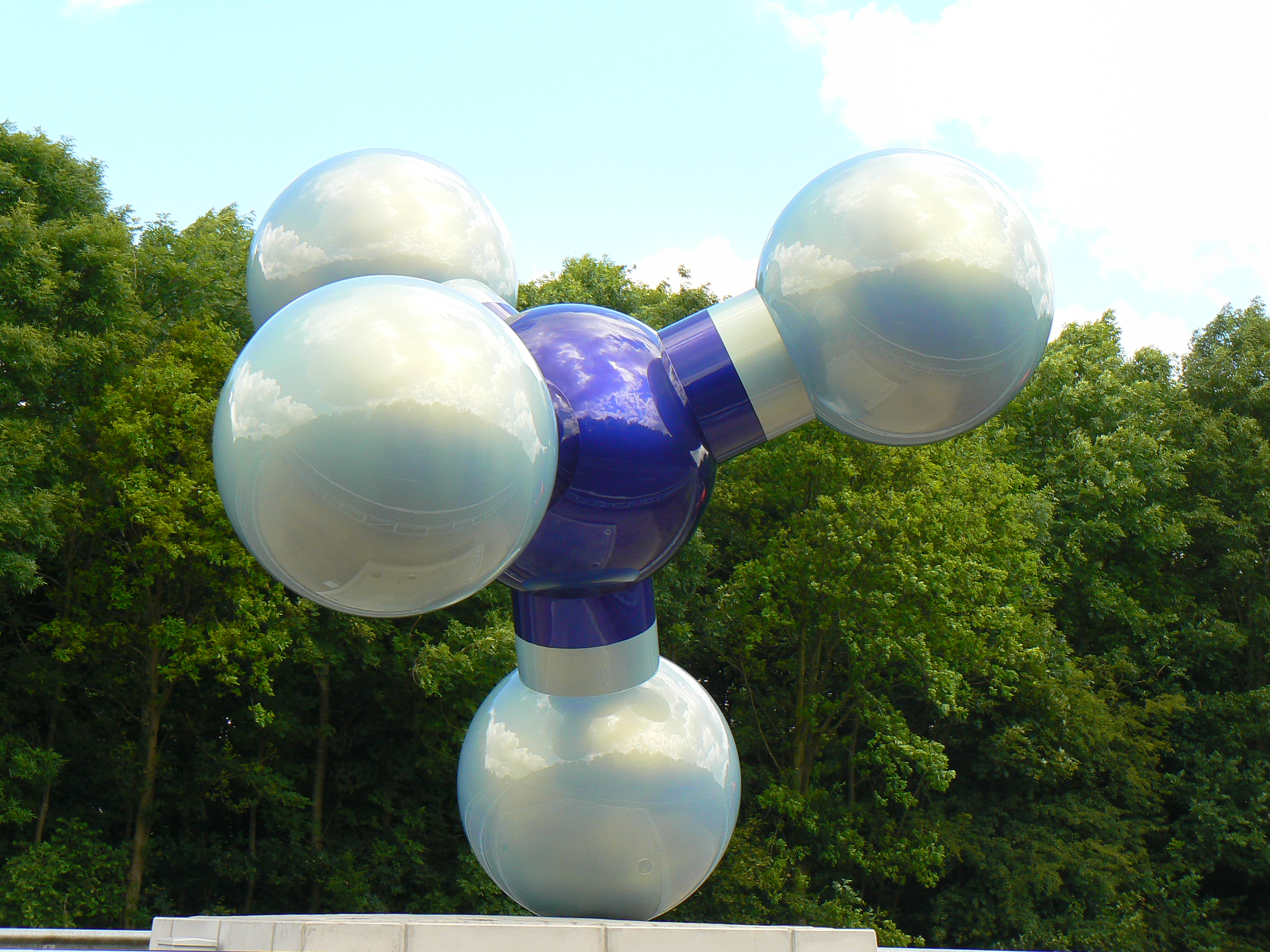
Gasmolecule (2009), Kolham
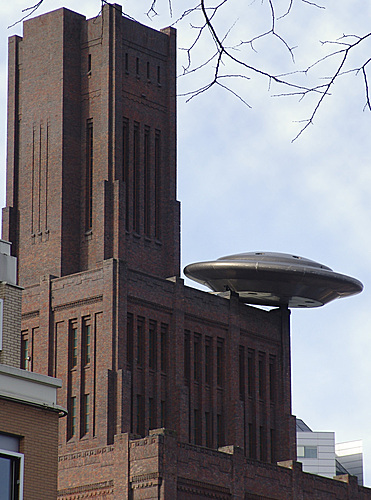
Zover (1999), Utrecht
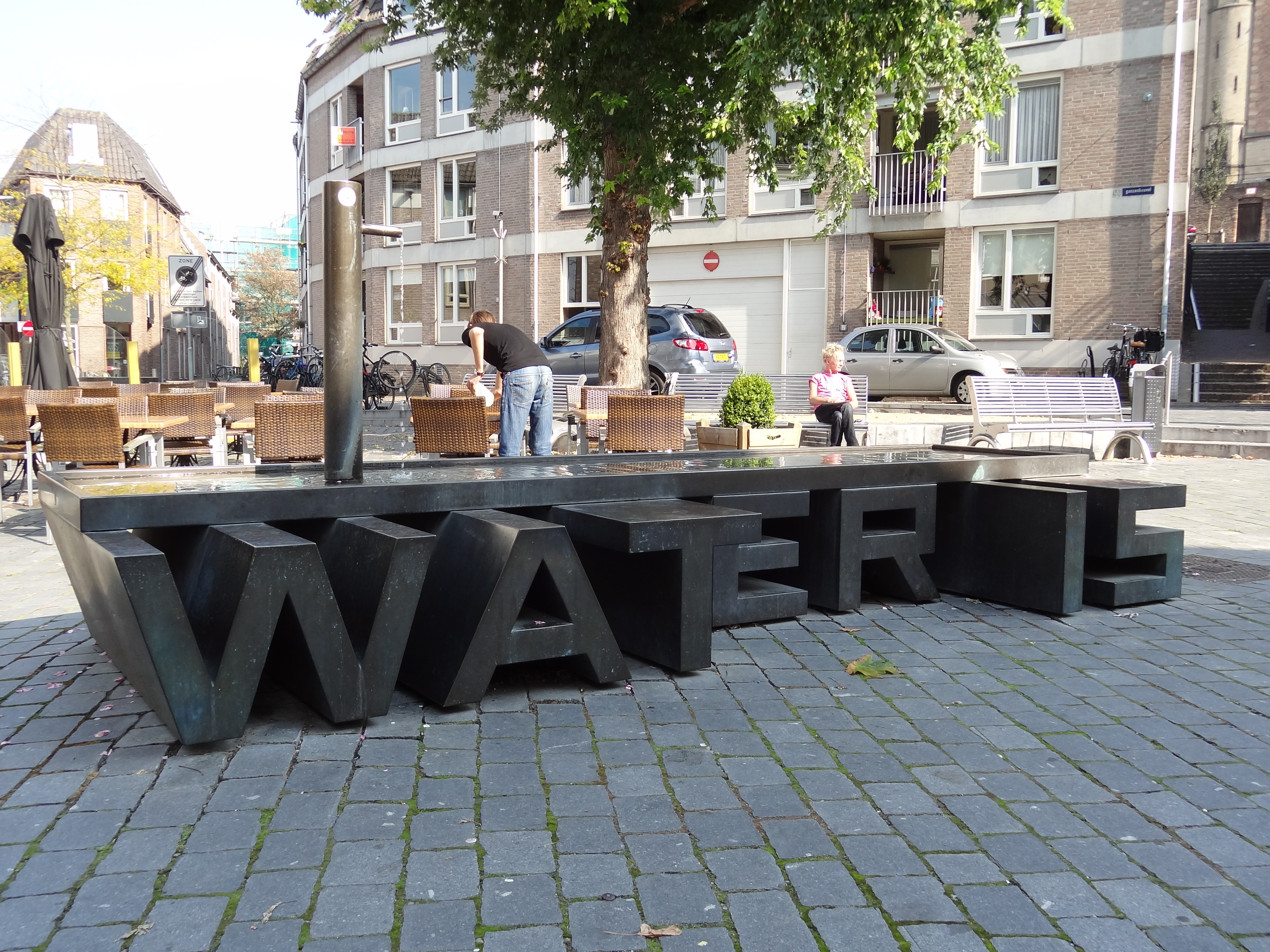
WAT-ER-IS, Nimega